# Lucius Aemilius Longus
Lucius Aemilius Longus war ein im 2. Jahrhundert n. Chr. lebender römischer Politiker.
Durch die Fasti Ostienses ist belegt, dass Longus 146 zusammen mit Quintus Cornelius Proculus Suffektkonsul war.